# 鶴来郵便局
鶴来郵便局（つるぎゆうびんきょく）は、石川県白山市(旧鶴来町)にある郵便局。民営化前の分類では集配特定郵便局であった。

## 概要
住所：〒920-2199 石川県白山市鶴来本町4-ヘ52-3

## 沿革
- 1872年8月4日（明治5年7月1日） - 鶴来郵便取扱所として開設[1]。
- 1873年（明治6年） - 鶴来郵便役所となる。
- 1875年（明治8年）1月1日 - 鶴来郵便局（四等）となる。
- 1885年（明治18年）10月1日 - 貯金取扱を開始。
- 1888年（明治21年）5月16日 - 為替取扱を開始。
- 1897年（明治30年）2月16日 - 鶴来郵便電信局となる。
- 1903年（明治36年）4月1日 - 通信官署官制の施行に伴い鶴来郵便局となる。
- 1953年（昭和28年）3月16日 - 電気通信業務の取扱を鶴来電報電話局に移管[2]。
- 1964年（昭和39年）8月10日 - 電話通話および和文電報受付事務を開始。
- 1980年（昭和55年）11月 - 局舎新築。
- 2007年（平成19年）10月1日 - 民営化に伴い、併設された郵便事業新金沢支店鶴来集配センターに一部業務を移管。
- 2012年（平成24年）10月1日 - 日本郵便株式会社発足に伴い、郵便事業新金沢支店鶴来集配センターを鶴来郵便局に統合。

## 取扱内容
- 郵便、印紙、ゆうパック、内容証明
- 貯金、為替、振替、振込、国際送金、国債
- 生命保険、バイク自賠責保険
- ゆうちょ銀行ATM
- 「920-21xx」区域（白山市（旧石川郡鶴来町域））の集配業務
- 風景印あり

## 周辺
- 白山市役所 鶴来支所（旧鶴来町役場）
- 白山市立鶴来中学校
- 国道157号
- 手取川

## アクセス
- 北陸鉄道石川線 鶴来駅から南へ約200m（徒歩約6分）
- 白山市コミュニティバス「めぐーる」 大国町停留所下車
- 北陸自動車道 美川ICから南東へ約14km
- 駐車場あり：9台